# Grand Prix Formule 1 van Portugal 1986

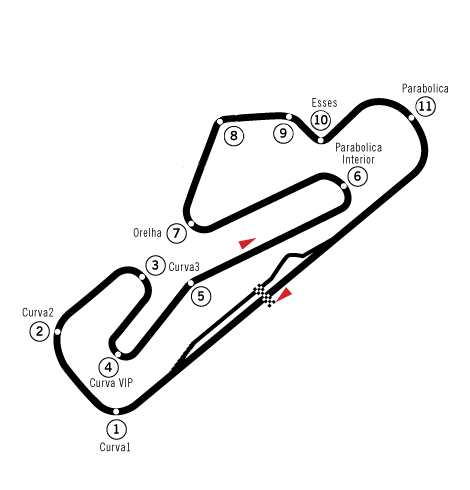
Plan racecircuit Estoril (1972-1993)

De Grand Prix Formule 1 van Portugal 1986 werd gehouden op 21 september 1986 op Estoril.

## Uitslag
| Positie | Nummer | Rijder             | Team                   | Ronden | Tijd/Opgave         | Startplaats | Punten |
| ------- | ------ | ------------------ | ---------------------- | ------ | ------------------- | ----------- | ------ |
| 1       | 5      | Nigel Mansell      | Williams-Honda         | 70     | 1:37:21.900         | 2           | 9      |
| 2       | 1      | Alain Prost        | McLaren-TAG            | 70     | + 18.772            | 3           | 6      |
| 3       | 6      | Nelson Piquet      | Williams-Honda         | 70     | + 49.274            | 6           | 4      |
| 4       | 12     | Ayrton Senna       | Lotus-Renault          | 69     | Out of Fuel         | 1           | 3      |
| 5       | 27     | Michele Alboreto   | Ferrari                | 69     | + 1 Ronde           | 13          | 2      |
| 6       | 28     | Stefan Johansson   | Ferrari                | 69     | + 1 Ronde           | 8           | 1      |
| 7       | 25     | René Arnoux        | Ligier-Renault         | 69     | + 1 Ronde           | 10          |        |
| 8       | 19     | Teo Fabi           | Benetton-BMW           | 68     | + 2 Rondes          | 5           |        |
| 9       | 11     | Johnny Dumfries    | Lotus-Renault          | 68     | + 2 Rondes          | 15          |        |
| 10      | 18     | Thierry Boutsen    | Arrows-BMW             | 67     | + 3 Rondes          | 21          |        |
| 11      | 17     | Christian Danner   | Arrows-BMW             | 67     | + 3 Rondes          | 22          |        |
| 12      | 14     | Jonathan Palmer    | Zakspeed               | 67     | + 3 Rondes          | 20          |        |
| 13      | 22     | Allen Berg         | Osella-Alfa Romeo      | 63     | + 7 Rondes          | 27          |        |
| NF      | 7      | Riccardo Patrese   | Brabham-BMW            | 62     | Motor               | 9           |        |
| NC      | 16     | Patrick Tambay     | Lola-Ford              | 62     | Not Classified      | 14          |        |
| NC      | 24     | Alessandro Nannini | Minardi-Motori Moderni | 60     | Not Classified      | 18          |        |
| NF      | 20     | Gerhard Berger     | Benetton-BMW           | 44     | Spin                | 4           |        |
| NF      | 23     | Andrea de Cesaris  | Minardi-Motori Moderni | 43     | Spin                | 16          |        |
| NF      | 2      | Keke Rosberg       | McLaren-TAG            | 41     | Elektrisch probleem | 7           |        |
| NF      | 8      | Derek Warwick      | Brabham-BMW            | 41     | Elektrisch probleem | 12          |        |
| NF      | 26     | Philippe Alliot    | Ligier-Renault         | 39     | Motor               | 11          |        |
| NF      | 4      | Philippe Streiff   | Tyrrell-Renault        | 28     | Motor               | 23          |        |
| NF      | 3      | Martin Brundle     | Tyrrell-Renault        | 18     | Motor               | 19          |        |
| NF      | 15     | Alan Jones         | Lola-Ford              | 10     | Remmen/Spin         | 17          |        |
| NF      | 29     | Huub Rothengatter  | Zakspeed               | 9      | Transmissie         | 26          |        |
| NF      | 21     | Piercarlo Ghinzani | Osella-Alfa Romeo      | 8      | Motor               | 24          |        |
| NF      | 31     | Ivan Capelli       | AGS-Motori Moderni     | 6      | Transmissie         | 25          |        |

## Statistieken
| Pole-position | Ayrton Senna  | Lotus-Renault  | 1:16.673 |
| Snelste ronde | Nigel Mansell | Williams-Honda | 1:20.943 |

1958 · 1959 · 1960 · 1984 · 1985 · 1986 · 1987 · 1988 · 1989 · 1990 · 1991 · 1992 · 1993 · 1994 · 1995 · 1996 · 2020 · 2021